# Vasculogenese

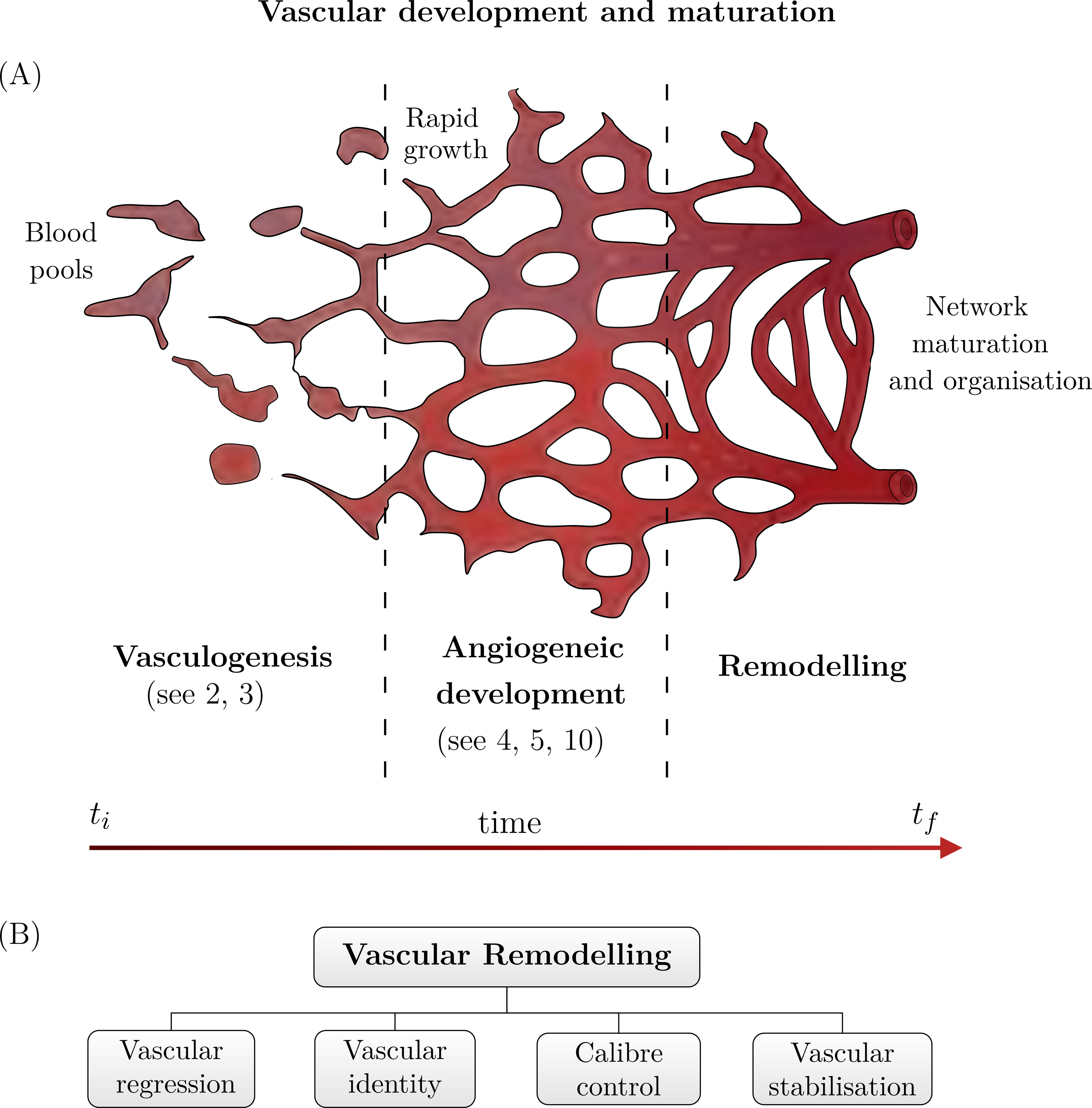
Schema van vasculaire ontwikkeling. Blood pools: bloedeilandjes.

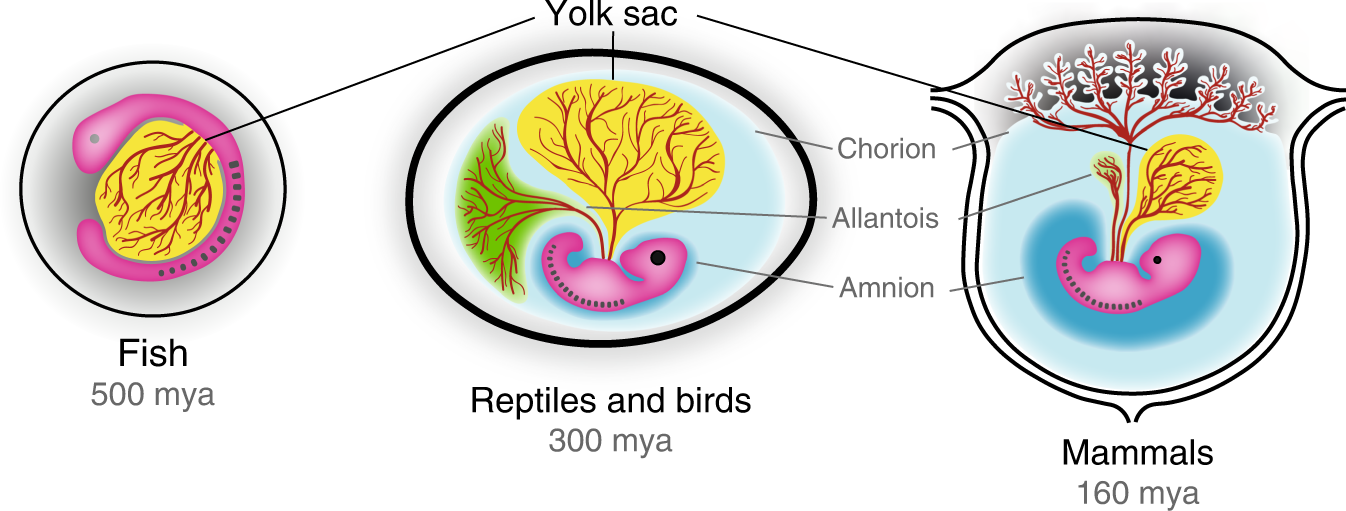
Dooierzakken ontstaan tijdens de evolutie. mya=miljoen jaar geleden.

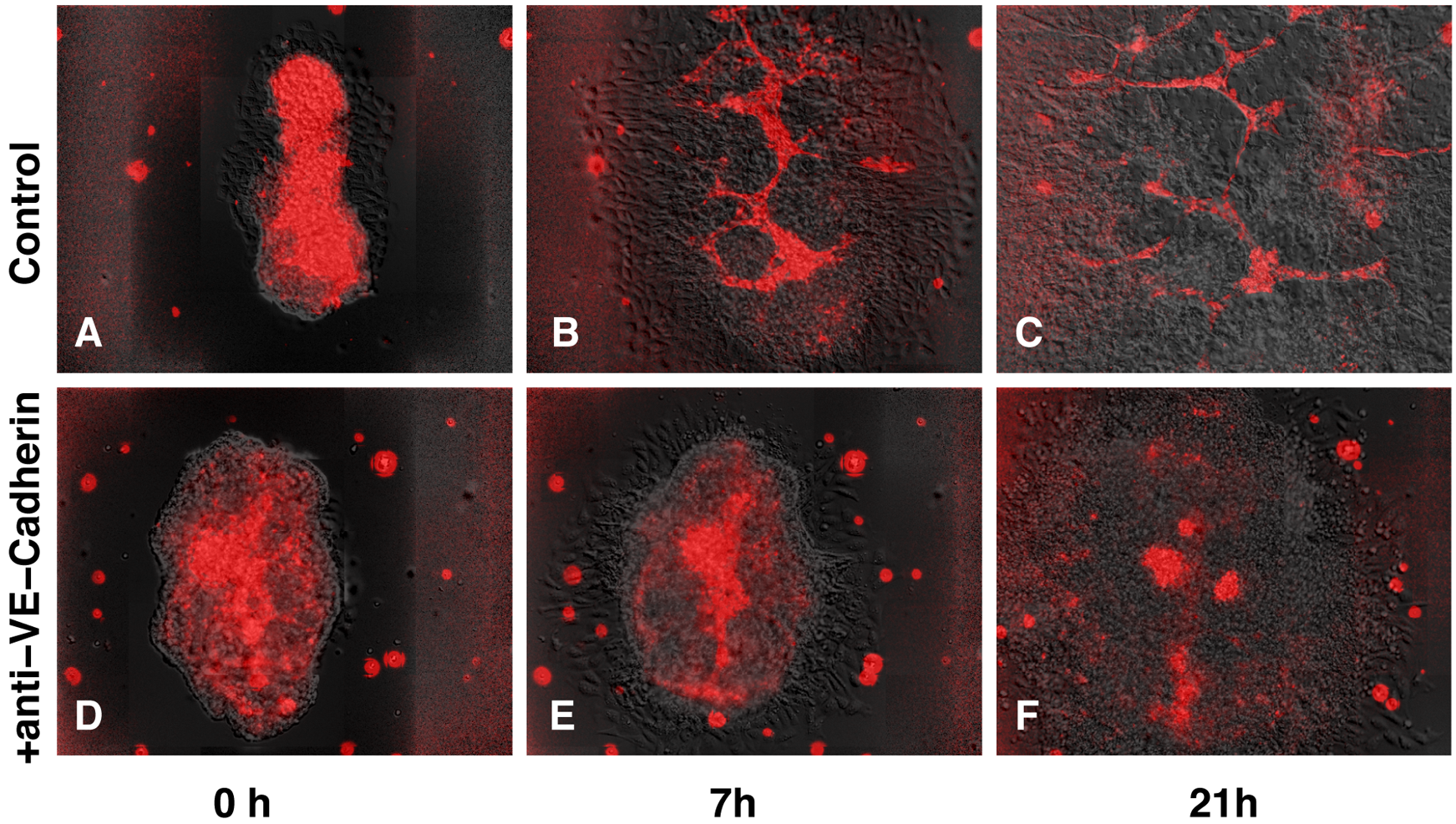
Endotheelcellen fluorescerend rood gelabeld met endotheelspecifieke CD34-Cy3-antilichamen. DIC/fluorescerende beeldoverlays. (A-C) Controle. (D-F) Met anti-VE-cadherine behandelde muizen allantoiscelculturen.

Vasculogenese (van het Latijnse vas ‘vat’ en het Griekse γένεση -genesis, ‘geboorte’, ‘ontstaan’) is de vorming van nieuwe bloedvaten, dat plaatsvindt door de de-novosynthese van endotheelcellen in het beenmerg. Deze cellen worden aangetrokken door bepaalde boodschapperstoffen (cytokinen) – zoals de vasculair endotheliale groeifactor (VEGF) – en verplaatsen zich via de bloedbaan naar de plaats waar de boodschapperstof vrijkomt, bijvoorbeeld een wond, een tumor of het corpus luteum. Het is de eerste fase van de vorming van het hart en vaatstelsel, op de voet gevolgd door angiogenese.

## Verschil tussen  angiogenese en vasculogenese
Angiogenese verschilt van vasculogenese in één aspect: terwijl angiogenese de vorming is van nieuwe bloedvaten uit reeds bestaande, is vasculogenese de vorming van nieuwe bloedvaten in bloedeilandjes, wanneer er geen reeds bestaande bloedvaten zijn. Als bijvoorbeeld een eencellige laag van endotheelcellen begint te ontstaan om haarvaten te vormen, vindt angiogenese plaats. Zo wordt het netwerk van dooierzakvaten die het embryo voeden gevormd door angiogenese. Bij vasculogenese daarentegen migreren en differentiëren endotheelvoorlopercellen (angioblasten) in reactie op lokale signalen (zoals groeifactoren en extracellulaire matrices) om nieuwe bloedvaten te vormen. Deze vaatvertakkingen worden vervolgens gesnoeid en uitgebreid door middel van angiogenese. Studies hebben aangetoond dat snoei voornamelijk wordt veroorzaakt door actieve migratie van endotheelcellen, veroorzaakt door de schuifspanning die de lokale hemodynamische omgeving op het vat uitoefent. Endotheelcellen migreren actief van vaten met een lage schuifspanning en lage stroming naar aangrenzende vaten met een hoge schuifspanning en hoge stroming. Deze gerichte migratie van endotheelcellen van de vaten met lage stroming naar de vaten met hoge stroming veroorzaakt een destabilisatie en instorting van de eerstgenoemde en een stabilisatie van de laatstgenoemde, wat resulteert in vasculaire snoei en netwerkhervorming.
Aangenomen wordt dat vasculogenese een belangrijke rol speelt in de embryonale ontwikkeling (embryogenese), terwijl angiogenese een belangrijkere rol speelt in het volwassen organisme.

## Factoren betrokken bij vasculogenese
Vasculogenese wordt primair gereguleerd door drie groeifactoren:
- FGF, vereist voor de initiële differentiatie van splanchnische mesodermcellen tot angioblasten
- VEGF, vereist voor de proliferatie en differentiatie van de buitenste angioblasten tot endotheel
- ANG-1, verantwoordelijk voor de interactie tussen endotheelcellen en pericyten. Voor capillairen wordt stabilisatie in grote lijnen bereikt door de rekrutering van pericyten en de vorming van het basaal membraan[5]

## Voorkomen
Vasculogenese vindt plaats tijdens de embryonale ontwikkeling van de bloedsomloop. Met name rond bloedeilandjes, die voor het eerst ontstaan in het mesoderm van de dooierzak na drie weken embryonale ontwikkeling (gerekend vanaf de bevruchting). Verder ontstaan bloedeilandjes buiten het zich ontwikkelende embryo op de dooierzak,  hechtsteel en chorion.
Vasculogenese kan ook in het volwassen organisme ontstaan door circulerende endothele voorlopercellen. Deze cellen kunnen, zij het in verschillende mate, bijdragen aan neovascularisatie (nieuwgroei van bloedvaten in weefsel waar de bloedvaten niet thuishoren). Voorbeelden van gevallen waarin vasculogenese bij volwassenen kan optreden zijn:
- Tumorgroei
- Revascularisatie of neovascularisatie na trauma, bijvoorbeeld na ischemische hartklachten of ooginfarct
- Endometriose - Het lijkt erop dat tot 37% van het microvasculaire endotheel van het buitenbaarmoederlijke endometriumweefsel afkomstig is van endothele voorlopercellen